# Belvedere-Turm (Wuppertal)

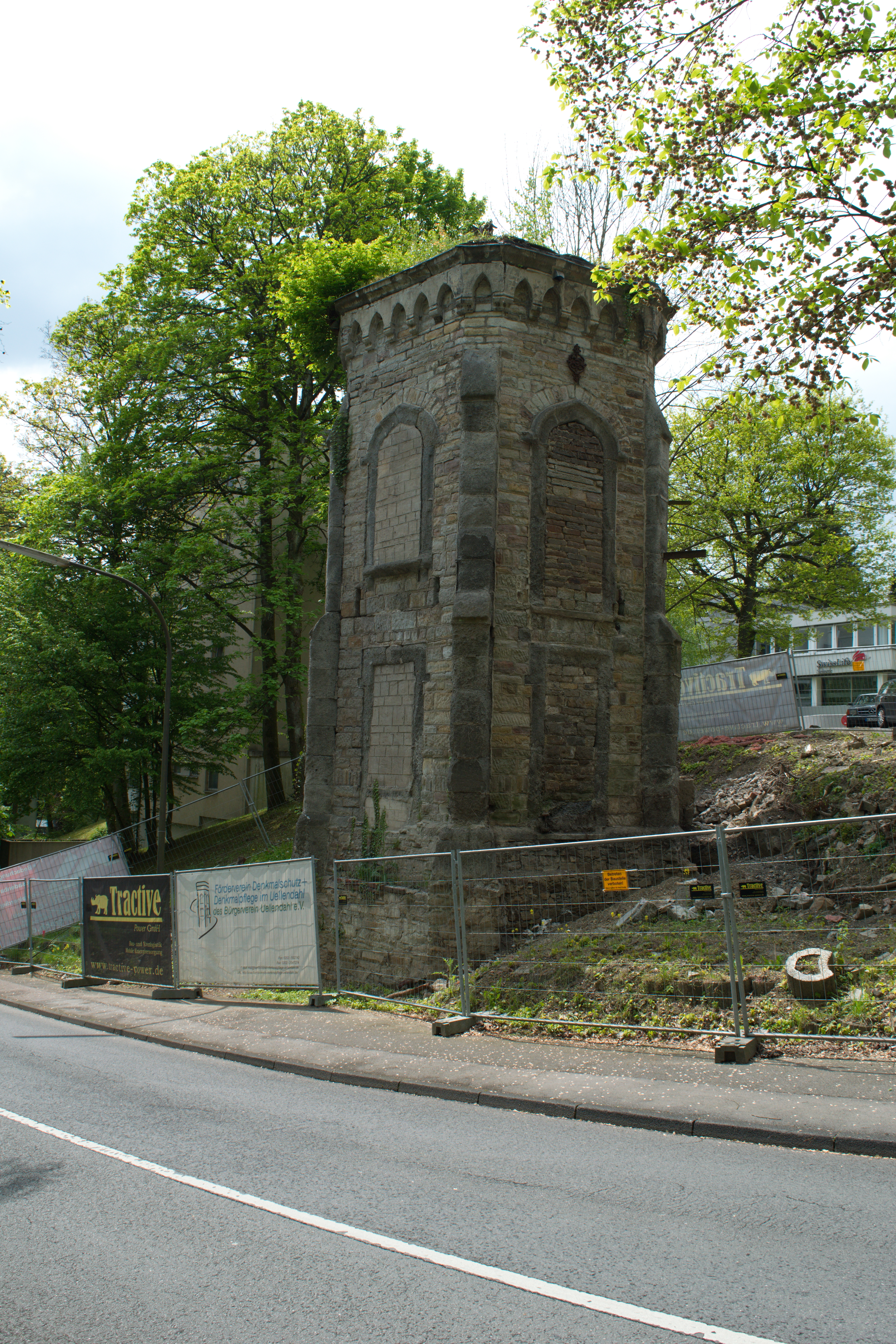
Sicht auf den Belvedere-Turm (2017)

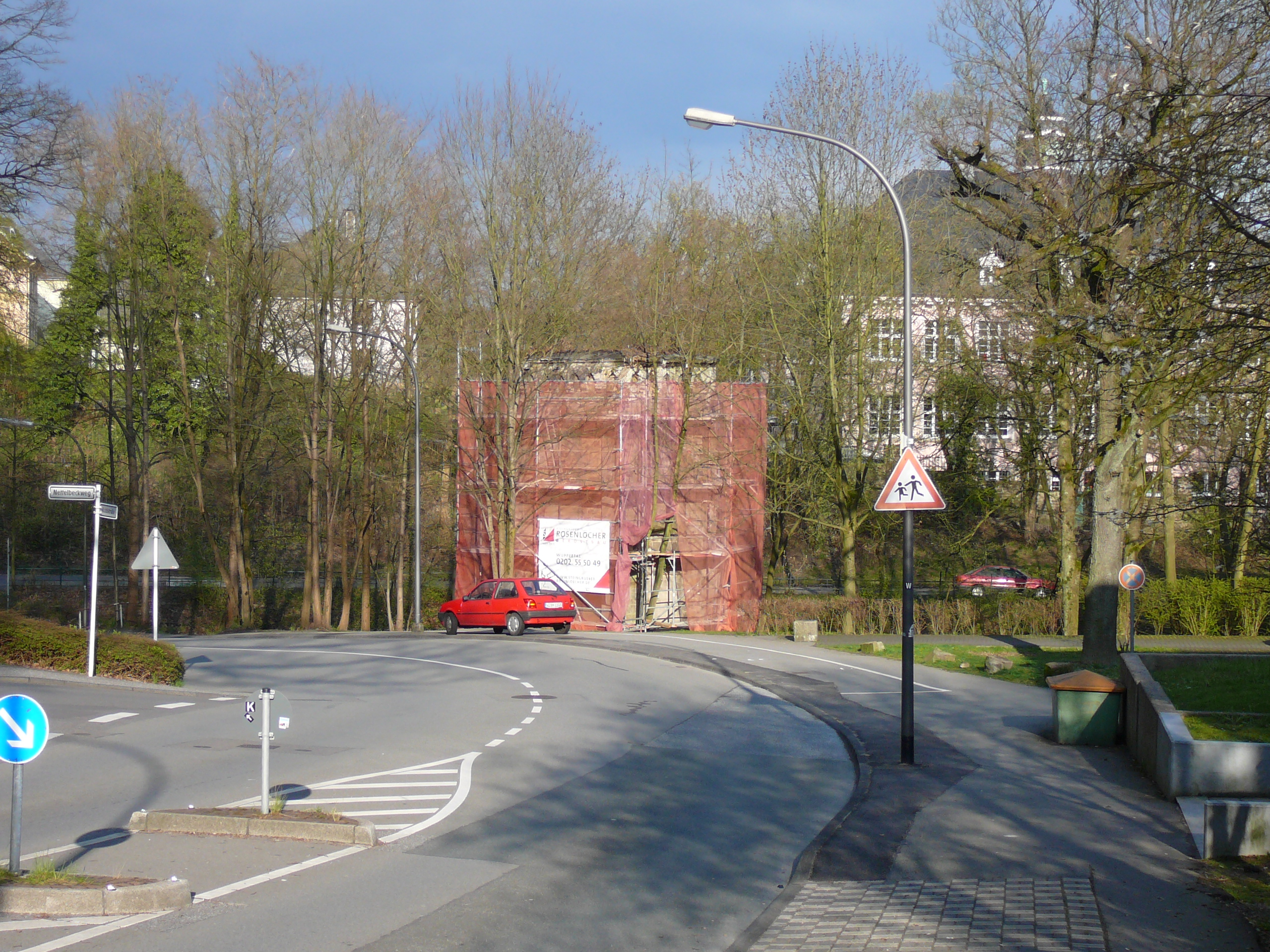
Sicht auf den umrüsteten Belvedere-Turm nach Osten (2008)

Der Belvedere-Turm ist ein unter Denkmalschutz stehender ehemaliger Aussichtsturm im Wuppertaler Stadtbezirk Uellendahl-Katernberg. Er gehörte ursprünglich zu der ehemals 130.000 m² großen Parkanlage der Villa Seyd und wurde als Pavillon genutzt.

## Baubeschreibung
Der 1896 von Carl Hermann Seyd errichtete etwa 9 Meter hohe Turm hat eine fünfeckige Grundfläche und steht in einer Spitzkehre der Kohlstraße. Der aus Naturwerkstein mit Strebepfeilern an den Turmecken und Spitzbogenfries unter flachem Zeltdach bestehende Turm ist zweigeschossig. In dem Obergeschoss waren ursprünglich in allen der fünf Fassadenflächen Fensteröffnungen bzw. eine Türöffnung, die heute allesamt zugemauert sind. Durch die Türen gelangte man auf einen umlaufenden Brüstungsbalkon, der auch über eine äußere Wendeltreppe in Stahlkonstruktion zu erreichen war.
Ebenfalls bestand ein unterirdischer Gang zwischen dem Turm und der Villa. Dieser mannshohe Gang, der im Keller der Villa begann, ist in den Ansätzen noch vorhanden, der Durchgang wurde jedoch durch neu erstellte Wohnhäuser zwischen dem Turm und der Villa in den 1960er-Jahren unterbrochen.

## Denkmalschutz und heutiger Zustand
Am 24. Juni 1986 wurde das Bauwerk unter Denkmalschutz gestellt und in die Denkmalliste der Stadt Wuppertal eingetragen.
Ab dem Herbst 2007 zeigte sich der Belvedere-Turm, der im Besitz eines Immobilienfonds der Goldman Sachs Gruppe ist, umrüstet. Der Turm war zusammen mit einem Wohn- und Bürogebäude in den Besitz des Immobilienfonds übergegangen. Es war lange nicht bekannt, ob es sich lediglich um eine Bausicherungsmaßnahme handelte oder um eine Restaurierung. Auch der Pflanzenbewuchs wurde vorher entfernt. Die weitere Zukunft des Bauwerks im „desolaten Zustand“ bleibt ungewiss, nach einer Zeitungsmeldungen aus 2012 ist der Eigentümer nicht gewillt, den Turm zu erhalten. Da die Stadt ihn nicht übernehmen kann, wurde neben einem Gespräch mit den Besitzern auch ein potenzieller Abnehmer gesucht.
Im Dezember 2015 wurde bekannt, dass der Förderverein Denkmalschutz und Denkmalpflege im Uellendahl das Bauwerk als neuer Eigentümer übernommen hatte. Der Förderverein plant die Sanierung des Turms.